# فريدريك بيري ستانتون
فريدريك بيري ستانتون (بالإنجليزية: Frederick Perry Stanton)‏ هو محامي وسياسي أمريكي، ولد في 22 ديسمبر 1814 في الولايات المتحدة، وتوفي بنفس المكان في 4 يونيو 1894. حزبياً، نشط في الحزب الديمقراطي. انتخب عضو مجلس النواب الأمريكي.